# 발로 차 주고 싶은 등짝
《발로 차 주고 싶은 등짝》(일본어: 蹴りたい背中)은 와타야 리사의 중편소설로, 2003년 《문예》 가을호에 실리고 같은해 단행본으로 출간되었다. 제130회 아쿠타가와상 수상작이며 심사위원이었던 무라카미 류는 "나이와 상관없이 작품이 탄탄하다. 어깨에 힘이 들어가 있지 않고, 기교를 자랑하지도 않는다"고 호평했다. 사람과 사람 사이에 존재하는 엷은 막, 사회 속에서 자라고 소통의 방법을 익혀나가야 하는 10대 소녀의 미묘한 정서를 정확하게 짚어낸 소설이다. 대한민국에는 황매에서 정유리 번역으로 2004년 출간되었다.

## 등장인물
- 하세가와 하츠미(長谷川初実)

일명 하츠(ハツ). 육상부 소속의 고등학교 1학년.
- 니나가와 사토시(蜷川智)

일명 니나가와(にな川). 올리짱을 열광적으로 좋아하는 하츠의 반 친구.
- 오구라 기누요(小倉絹代)

하츠의 중학교 시절 친구였으나, 고등학생이 되고 나서는 서먹해졌다.
- 올리짱(オリチャン)

니나가와가 좋아하는 유명 모델. 본명은 사사키 올리비아(佐々木オリビア).

## 각색
2007년 9월 17일 닛테레에서 방영된 '세계명작극장'에서 드라마로 만들어졌다.

캐스팅은 다음과 같다.
- 시부야 아스카 - 하츠
- 사이네이 류지 - 니나가와
- 콘도 하루나 - 기누요
- 미노와 하루카 - 올리짱